# Manuel II (patriarcha Konstantynopola)
Manuel II, gr. Μανουήλ Β΄ (zm. 1255) – ekumeniczny patriarcha Konstantynopola rezydujący w Nicei w latach 1244–1255.

## Życiorys
Został wybrany patriarchą po 4 latach wakatu (1240–1244).